# 付店镇 (潢川县)
付店镇，是中华人民共和国河南省信阳市潢川县下辖的一个乡镇级行政单位。

## 行政区划
付店镇下辖以下地区：
新胜村、里棚村、榆树店村、刘楼村、樊村、付店村、林淮村、骆店村、周围孜村、周洼村、晏庄村、新春村和路口村。